# Lego Star Wars: The Force Awakens
Lego Star Wars: The Force Awakens (с англ. — «LEGO Звёздные войны: Пробуждение Силы») — компьютерная игра 2016 года в жанре action-adventure, разработанная компанией TT Fusion. Пятая игра в серии Lego Star Wars от TT Games, основанная на фильме «Звёздные войны: Пробуждение силы» 2015 года. Лицензированная компанией Lucasfilm, игра была выпущена 28 июня 2016 года на платформах Nintendo 3DS, PlayStation 3, PlayStation 4, PlayStation Vita, Wii U, Windows, Xbox 360 и Xbox One, а 28 июля того же года — на Android и iOS издателем Warner Bros. Interactive Entertainment. 30 июня 2016 года Feral Interactive выпустила версию игры для устройств на операционной системе OS X.
В игре адаптировано не только «Пробуждение силы» — также присутствует пролог, пересказывающий концовку фильма «Звёздные войны. Эпизод VI: Возвращение джедая». Позднее в качестве загружаемого контента в игру было добавлено несколько уровней и персонажей, основанных на фильмах и мультсериалах по мотивам «Звёздных войн».

## Игровой процесс
Игровой процесс Lego Star Wars: The Force Awakens схож с предыдущими Lego-играми. В игре представлены и новые механики, такие как «мульти-стройки» (англ. Multi-Builds), позволяющие игроку построить несколько разных объектов из одного набора деталей. В определённый момент эти постройки можно уничтожать и пересобирать, чтобы открыть путь к новым территориям во время прохождения. На некоторых уровнях присутствуют битвы на бластерах (англ. Blaster Battles), где игроку необходимо прятаться в укрытиях и отстреливаться от врагов. В проекте более двухсот игровых персонажей, в том числе Рей, Финн, капитан Фазма, По Дэмерон, Хан Соло и Кайло Рен; дроиды, такие как C-3PO и BB-8; и космические корабли, как обычного размера, так и в миниатюре (первые могут использоваться только в определённых миссиях). Игроки имеют возможность свободно исследовать такие локации, как Джакку, Такодана, Д’Кар и база «Старкиллер», — все они представляют собой отдельные открытые миры. В игре присутствуют уровни, заполняющие пробел между «Возвращением джедая» и «Пробуждением силы», причём Lucasfilm предоставила разработчикам полную творческую свободу, когда те развивали предыстории персонажей в дополнительном контенте.

## Сюжет
Сюжет игры практически полностью повторяет события фильма «Звёздные войны: Пробуждение силы», не считая некоторых изменений, внесённых с целью разбавить повествование юмором и адаптировать проект под кооперативную игру для двух игроков. Перед основными событиями присутствует пролог, повторяющий концовку фильма «Звёздные войны. Эпизод VI: Возвращение джедая», а именно битву при Эндоре, поражение императора Палпатина и уничтожение второй «Звезды Смерти».

## Разработка и выход
В начале февраля 2016 года издатель Warner Bros. Interactive Entertainment объявил, что компания работает над новым проектом с участием «двух самых популярных развлекательных брендов в мире». 2 февраля состоялся официальный анонс. Те, кто оформил предзаказ на делюкс-издание игры, получили впридачу сезонный пропуск и минифигурку Финна, а владельцам PlayStation 3 и PlayStation 4 достались набор персонажей «Дроиды» (англ. Droid Character Pack) и сюжетное дополнение «Фантомная конечность» (англ. Phantom Limb Level Pack). На платформах Nintendo 3DS, PlayStation Vita, PlayStation 3, PlayStation 4, Wii U, Windows, Xbox 360 и Xbox One игра вышла 28 июня 2016 года, на OS X — 30 июня, а на Android и iOS — 28 июля.

### Озвучивание
В игре персонажи говорят голосами актёров Дейзи Ридли, Оскара Айзека, Джона Бойеги, Адама Драйвера, Кэрри Фишер, Харрисона Форда, Энтони Дэниелса, Донала Глисона, Гвендолин Кристи и Макса фон Сюдова, сыгравших их в «Пробуждении силы»; кроме того, Билл Кипсанг Ротич озвучил Ниена Нунба, Кристиан Симпсон — К’аи Треналли, а Том Кейн, озвучивавший адмирала Акбара в некоторых предыдущих играх по мотивам «Звёздных войн», вернулся к роли своего персонажа. В диалогах звучат реплики, взятые непосредственно из фильма.

### Загружаемый контент
К игре было выпущено в общей сложности двенадцать дополнений. Первое из них под названием «Фантомная конечность», изначально являвшееся эксклюзивом для консолей Sony, рассказывает о том, как C-3PO получил красную руку, с которой он ходит в фильме, а также добавляет в игру восемь персонажей и миниатюрный транспорт. Существует ещё три сюжетных дополнения: «Бегство с базы „Старкиллер“» (англ. Escape from Starkiller Base) рассказывает о пилотах Сопротивления, спасающихся с осаждённой базы «Старкиллер»; «Первый Орден — осада Такоданы» (англ. First Order Siege of Takodana) — о битве на Такодане от лица Первого Ордена; а «Джакку: Борьба По за выживание» (англ. Jakku: Poe’s Quest for Survival) — о бегстве По Дэмерона с Джакку после знакомства с Финном и крушения в пустыне. Остальные восемь дополнений, которые добавляли в игру по восемь персонажей и по одному транспортному средству, — «Дроиды» (англ. Droid), «Войны клонов» (англ. The Clone Wars), «Повстанцы» (англ. Rebels), «Империя наносит ответный удар» (англ. The Empire Strikes Back), «Дворец Джаббы» (англ. Jabba’s Palace), «Приключения Фримейкеров» (англ. The Freemaker Adventures), «Трилогия приквелов» (англ. Prequel Trilogy), «Джедаи» (англ. Jedi).

## Восприятие
| Сводный рейтинг       | Сводный рейтинг                                       |
| Агрегатор             | Оценка                                                |
| --------------------- | ----------------------------------------------------- |
| GameRankings          | 78,07 % (PS4) 76,50 % (XONE)                          |
| Metacritic            | 72/100 (PC) 78/100 (PS4) 74/100 (WII U) 76/100 (XONE) |
| «Критиканство»        | 77/100                                                |
| Иноязычные издания    |                                                       |
| Издание               | Оценка                                                |
| Destructoid           | 7/10                                                  |
| Game Informer         | 8.5/10                                                |
| GameSpot              | 7/10                                                  |
| IGN                   | 9/10                                                  |
| Nintendo Life         | [ 39 ]                                                |
| PC Gamer (US)         | 64/100                                                |
| TouchArcade           | [ 41 ]                                                |
| Русскоязычные издания |                                                       |
| Издание               | Оценка                                                |
| GoHa.Ru               | «Эпично»                                              |
| «IGN Россия»          | 8/10                                                  |
| StopGame.ru           | «Похвально»                                           |
| «Игромания»           | 7/10                                                  |
| «Игры Mail.ru»        | 7,5/10                                                |

Игра получила в основном положительные отзывы. «Конечно, Lego Star Wars: The Force Awakens не показывает вам новую далёкую-далёкую галактику, но всё ещё представляет собой приятное приключение», — написал GameSpot, оценивший проект на 7 баллов из 10. Game Informer дал игре 8,5 баллов из 10 и назвал её «подарком как для фанатов „Звёздных войн“, как и для поклонников Lego». Журналист IGN, оценивший игру на 7 из 10, написал следующее: «Lego Star Wars: The Force Awakens — это лучшая игра в этих сериях из тех, в которые я играл за последние годы».
В первую неделю после выхода в Великобритании Lego Star Wars: The Force Awakens стала самой продаваемой игрой в розничной торговле и показала четвёртый самый успешный запуск среди игр по «Звёздным войнам» в стране; кроме того, проект занял четвёртое место в списках самых продаваемых игр по мотивам вселенной «Звёздных войн» и самых продаваемых Lego-игр. Lego Star Wars: The Force Awakens удерживала первое место в течение пяти недель подряд, однако ей не удалось побить рекорд игры Lego Batman 2: DC Super Heroes, которая была на первом месте шесть недель.
Летом 2018 года, благодаря уязвимости в защите Steam Web API, стало известно, что точное количество пользователей сервиса Steam, которые играли в игру хотя бы один раз, составляет 245 948 человек.

### Награды и номинации
| Список наград и номинаций                              | Список наград и номинаций                    | Список наград и номинаций | Список наград и номинаций |
| Премия                                                 | Категория                                    | Результат                 | Ист.                      |
| ------------------------------------------------------ | -------------------------------------------- | ------------------------- | ------------------------- |
| Премия Британской Академии в области детского контента | «Игра»                                       | Номинация                 | [ 47 ]                    |
| «Энни»                                                 | «Лучшая анимационная реклама на телевидении» | Номинация                 | [ 48 ]                    |
| D.I.C.E. Awards                                        | «Семейная игра года»                         | Номинация                 | [ 49 ] [ 50 ]             |